# El Crucero
El Crucero là một khu tự quản thuộc tỉnh Managua, Nicaragua. Khu tự quản El Crucero có diện tích 226 ki lô mét vuông. Đến thời điểm năm 2005, huyện El Crucero có dân số 13656 người.